# José Nasazzi
José Nasazzi Yarza (* 24. Mai 1901 in Villa Peñarol, Montevideo; † 17. Juni 1968 in Montevideo) war ein uruguayischer Fußballspieler. Der Verteidiger wurde besonders als Spielführer der Nationalmannschaft seines Landes beim Gewinn der Weltmeisterschaft 1930 bekannt.
Nasazzis Vater war ein italienischer Emigrant aus Mailand, seine Mutter stammte aus dem Baskenland.

## Spielerkarriere

### Verein
Auf Vereinsebene spielte der 1,82 Meter große, „El Mariscal“ genannte Nasazzi für Club Lito (1910–1920), Rolando Moor (1921), Club Atlético Bella Vista (1922–1932) und Nacional Montevideo (1925 als Leihspieler für eine Europatournee und 1933–1937). Mit Nacional wurde er 1933 und 1934 Uruguayischer Meister.

### Nationalmannschaft
Nasazzi war Mitglied der uruguayischen Fußballnationalmannschaft. Insgesamt absolvierte er im Laufe seiner Nationalmannschaftskarriere von seinem Debüt am 4. November 1923 bis zu seinem letzten Einsatz am 20. November 1936 41 Länderspiele, in denen er jedoch nie ins gegnerische Tor traf.
Er hatte als Mannschaftskapitän bereits das Fußballturnier der Olympischen Spiele 1924 und 1928 sowie die Turniere um die Südamerikameisterschaft 1923, 1924 und 1926 gewonnen, als er mit seiner Mannschaft im eigenen Land bei der ersten Weltmeisterschaft 1930 antrat.
Der einzige ernsthafte Gegner Uruguays im Turnier war Argentinien. Uruguay besiegte zunächst Peru, Rumänien und dann im Halbfinale die USA mit 6:1. Im Finale wurde Argentinien nach 1:2-Halbzeitrückstand mit 4:2 bezwungen, so dass Nasazzi als erster Mannschaftskapitän den Jules-Rimet-Pokal überreicht bekam.
Uruguay nahm an der Weltmeisterschaft 1934 in Italien nicht teil, gewann aber unter Nasazzis Führung nochmals die Südamerikameisterschaft 1935, bevor der „Mariscal“ sich 1937 vom aktiven Fußball zurückzog. Im Jahr 1935 wurde er dabei zudem, ebenso wie schon 1923, als bester Spieler des Turniers bei der jeweiligen Südamerikameisterschaft ausgezeichnet.

## Trainerlaufbahn
Am 24. Januar 1945 betreute er beim 5:1-Sieg gegen Ecuador im Rahmen der Südamerikameisterschaft erstmals als Trainer die uruguayische Nationalmannschaft. Spätestens bei der 2:6-Niederlage gegen Argentinien am 15. August 1945 im Rahmen der Copa Newton war er jedoch bereits wieder von Pedro Cea als Nationaltrainer abgelöst worden.

## Nach der Karriere
Nach seiner Karriere wurde er Generaldirektor des Spielkasinos von Montevideo.

## Sonstiges
Das Stadion von Bella Vista ist heute nach ihm benannt.
Fans der Fußballstatistik verfolgen unter dem Namen „Nasazzi-Stab“ (englisch „Nasazzi's Baton“) eine imaginäre Meisterschaft, bei der seit dem Gewinn der Fußball-WM 1930 durch Uruguay die imaginäre Trophäe in jedem Spiel verteidigt werden muss und im Falle einer Niederlage während der regulären Spielzeit an den Sieger der Partie übergeht. Die Daten werden auf der Website der Rec.Sport.Soccer Statistics Foundation gesammelt. Diese Fußballstatistik ähnelt dem fiktiven UFWC-Titel, unterscheidet sich von dieser aber dadurch, dass beim Nasazzi-Stab nur das Ergebnis nach der regulären Spielzeit, ohne etwaige Verlängerung und/oder Elfmeterschießen, gezählt wird.